# إبراهيم فضل الله

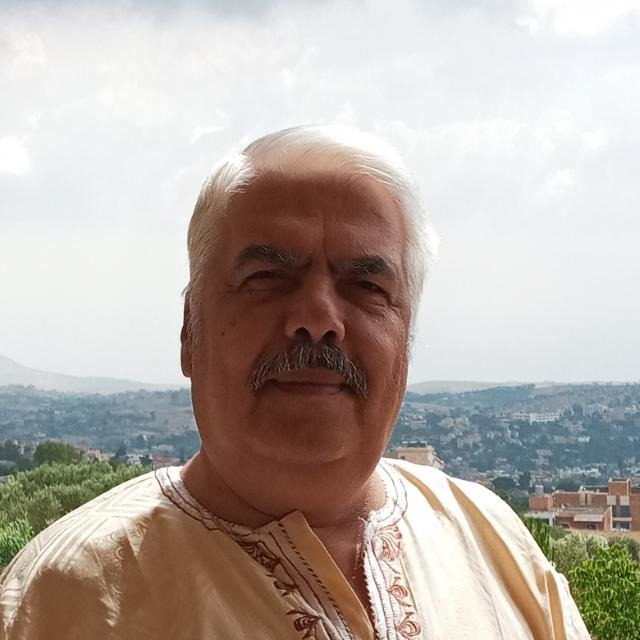
صورة شخصية للدكتور إبراهيم فضل الله

إبراهيم فضل الله (1962م) كاتب وباحث وروائي وأكاديمي لبناني. تحولت إحدى رواياته إلى مسلسل تلفزيوني. كما له العديد من الكتابات والدراسات والمؤلفات المنشورة.

## سيرة
ولد إبراهيم نظام الدين فضل الله في بلدة عيناثا من قرى بنت جبيل في جنوب لبنان في العام 1962. حاصل على شهادة الماجستير في اللغة العربية وآدابها من الجامعة اللبنانية، وشهادة الدكتوراه من الجامعة نفسها.

## نشاطه الثقافي
يمارس فضل الله التعليم العالي في كلية الآداب والعلوم الإنسانية في الجامعة اللبنانية، وهو حائز على رتبة الأستاذية في الجامعة نفسها. وله العديد من الدراسات والأبحاث المنشورة في دوريات لبنانية وعربية منها: مجلة الجامعة اللبنانية، ومجلة الحداثة، ومجلة المشرق، وجريدة السفير، وجريدة النهار كما شارك في عدة مؤتمرات وندوات أدبية. وهو عضو في اتحاد الكتّاب اللبنانيين.
كتبت عن مؤلفاته العديد من الدراسات والأبحاث والمقالات، منها: رسالة أعدت لنيل شهادة الماجستير في اللغة العربية وآدابها، بعنوان: الإلتزام بين القضية والإنتماء في رواية عين الجوزة لإبراهيم فضل الله، وقد نوقشت الرسالة في الجامعة اللبنانية كلية الآداب والعلوم الإنسانية في 23 / 11 / 2018، ورسالة أعدت لنيل شهادة الماجستير في اللغة العربية في الجامعة نفسها، بعنوان: معاناة الجنوبي في رواية عين الشلال لإبراهيم فضل الله، ونوقشت الرسالة في 30 / 11 / 2018.

## أعماله
لفضل الله العديد من الدراسات والكتابات والمؤلفات منها:

### في الرواية
- عين الشلال (رواية)، دار الفارابي، بيروت 2010[13][14]
- عين الجوزة، بيروت 2013[15][16][17]
- اليعسوب والعطر الفواح، بيروت 2022[18][19]

### في الأدب والثقافة
- المقاومة في الرواية العربية ـ دراسة تحليلية لقضايا المقاومة في السرد العربي خلال القرن العشرين، دار الهادي، 2009
- علم النفس الأدبي مع نصوص تطبيقية، دار الفارابي، بيروت 2011 [20][21]
- علم اجتماع الأدب، الشركة العالمية للكتاب، 2011[22][23]
- التحدي الحضاري الغربي بين المثاقفة والتفاعل، دار العُصامية، بيروت، 2012
- الحضارة الإنسانية في مسيرتها التاريخية، بيروت 2013 [24]

### في الدراما
- مسلسل عين الجوزة - 2015، من إخراج ناجي طعمي، وتمثيل: عبدالمجيد مجذوب، وأسعد فضة، وعمار شلق، وطوني عيسى، وكندة حنا… وغيرهم. [25]